# 11881 Mirstation
11881 Mirstation eller 1990 QO6 är en asteroid i huvudbältet som upptäcktes den 20 augusti 1990 av den belgiske astronomen Eric W. Elst vid La Silla-observatoriet. Den är uppkallad efter den sovjetiska och senare ryska rymdstationen Mir.
Asteroiden har en diameter på ungefär 4 kilometer och den tillhör asteroidgruppen Eunomia.